# Duque de Chandos
O título de Duque de Chandos foi criado para James Brydges, 8.º Barão de Chandos e Conde de Carnarvon, em 1719 no pariato da Grã-Bretanha. O primeiro duque construiu um grande palácio em Cannons, onde Händel residiu por algum tempo, demolido pelo segundo duque. Com a morte do terceiro duque em 1789 o título foi extinto. Em 1822 foi recriado em associação com Buckingham para Richard Temple, Conde Temple de Stowe no Condado de Buckingham, e Marquês de Chandos, como Duque de Buckingham e Chandos, no pariato do Reino Unido.